# مايك بالز
مايك بالز هو لاعب هوكي الجليد كندي، ولد في 6 أغسطس 1971 في برينس ألبرت في كندا.

## وصلات خارجية
- مايك بالز على موقع دوري الهوكي الوطني (الإنجليزية)
- مايك بالز على موقع قاعة مشاهير الهوكي (لاعب أن.إتش.أل) (الإنجليزية)
- مايك بالز على موقع EliteProspects.com (الإنجليزية)
- مايك بالز على موقع Eurohockey.com (الإنجليزية)
- مايك بالز على موقع HockeyDB.com (الإنجليزية)
- مايك بالز على موقع Hockey-Reference.com (الإنجليزية)